# HD 131473
Désignations
HD 131473 est une étoile binaire de la constellation du Bouvier, située à 155 ± 7 a.l. (∼ 47,5 pc) de la Terre.